# フランスもの
フランスもの（仏: Matière de France、英: Matter of France）は、カロリング物語群とも呼ばれる伝説の集まり。古フランス語で書かれた中世文学、武勲詩に起源を持つ。これらの物語は叙事詩の形態で発展したが、中世の叙事詩としての形ではもはや広く読まれてはいない。

## 概要
「フランスもの」は中世フランスの作家によって、ブリテン諸島とブルターニュの伝説を元にした「ブルターニュもの」（アーサー王物語とほぼ重なる概念）、中世の詩人たちが翻訳したギリシア神話と古代ギリシア、ローマの歴史を題材にした「ローマもの」と対比された。12世紀には『セーヌの歌』の作者であるフランスの詩人ジャン・ボデルが著作の中でこの3つの物語群を称賛に値すると評している。
「フランスもの」の中心となる人物はシャルルマーニュとパラディンである。特にパラディンではローランとオリヴィエが有名である。ローランについては『ローランの歌』の主人公であり、シャルルマーニュの甥。オリヴィエはローランの親友で、対立するイスラム軍の戦士、フィエラブラと戦う役を与えられる人物として活躍している。当初、「フランスもの」はシャルルマーニュとその祖父・カール・マルテルの時代に存在したフランク族とイスラム教徒との戦争をもとに、騎士の武功に焦点をあてるものであった。たとえば、『ローランの歌』ではイスラム勢力がフランス南部に侵攻していた時期に生じたロンスヴォーの戦いをテーマにしている。やがてジャンルが成熟して行くと、魔法やファンタジーの要素が物語りに含まれるようになる。たとえば、魔法の馬「バヤール」などが多くの物語に登場している。

## 分類
1215年ベルトラン・ド・バール＝シュル＝オーブ（en:Bertrand de Bar-sur-Aube）は「フランスもの」を3つに分類している。この武勲詩の分類方法は近代の評論家にも採用されている。
物語群は以下のように概説される
- Geste du roi（王の武勲）

この王（roi）は主にキリスト教の戦士とされるシャルルマーニュのこと。この物語群にはもっとも有名な武勲詩である『ローランの歌』が含まれている。
- Geste de Garin de Monglane（ガラン・ド・モングラーヌの武勲）

中心人物はギヨーム・ド・ジェローヌ（ギヨーム・ドランジュ）。これらは典型的に若く、相続できる身分ではない騎士を扱うもので、主人公達は異教徒との戦うことで領地と名誉を獲得する。
- Doon de Mayence（ドーン・ド・マイヤンス）

王への反逆、裏切りをテーマにしたもの。

## 後世への影響
武勲詩の時代が終わっても、「フランスもの」は残り続けた。これを題材にしたもので、もっともよく知られているもので言えば、アリオスト、ボイアルド、タッソらによるイタリアの叙事詩である。『狂えるオルランド』や『恋するオルランド』は直接的に「フランスもの」をもとにしている。これらイタリアの作品を通したうえで影響を受け、イギリスのエドマンド・スペンサーも『妖精の女王』を執筆している。もっとも、スペンサーは妖精はもちろん、「フランスもの」に触れるような環境にいなかったのである。
また、「フランスもの」に含まれる物語は古ノルド語で書かれた「シャルルマーニュのサガ」（en:Karlamagnus Saga）にも見ることができる。これは13世紀ノルウェーで書かれた作品であり、ほとんどの物語は「フランスもの」と親和性が見られる。実際、19、20世紀にブリテン・アイルランドで起きたケルト文化の見直しがアーサー王物語に新しい息吹を吹き込む前においては、「フランスもの」と「ブルターニュもの」（アーサー王伝説を含み、それより広い概念）は同程度の知名度をもっていたのである。
近代文学において、「フランスもの」は「ブルターニュもの」ほど使われることはなかった。SF作家のポール・アンダースンが史実に基づいたファンタジー小説・『魔界の紋章』（Three Hearts and Three Lions）を執筆した程度である。だが、アンダースンの作品によって影響を受けた作品、ダンジョンズ&ドラゴンズなどに「フランスもの」の影響が見て取れる。また、イタロ・カルヴィーノの小説「不在の騎士」もシャルルマーニュのパラディンを登場させた小説であり、ここにも「フランスもの」の影響は見られる。